# Autoroute A16 (Francia)
L’autoroute A16, detta anche L'Européenne, è un'autostrada francese, che collega la regione parigina alla frontiera belga.
Parte da Parigi, precisamente dalla N104 e termina alla frontiera con il Belgio, dopo Dunquerke, dopo aver passato Boulogne-sur-Mer, Calais, Abbeville e Amiens.
Fa parte delle strade europee E40 ed E402.

## Intersezioni
Incrocia la N31, nel suo tratto a carattere superstradale, e ad Amiens la A29. Ad Abbeville dà origine alla A28 e alla D939, che termina a Tours. Invece a Boulogne-sur-Mer passa sulla N42 che è un collegamento per evitare di percorrere tutta la strada fino a Calais per imboccare la A26, che incrocia anche la A16, e dal tratto di Dunquerke parte la A25. Dopo qualche chilometro si arriva alla dogana Francia-Belgio.